# TikTok
TikTok («ТикТок») — сервис для создания и просмотра коротких видео, принадлежащий китайской компании ByteDance. Запущенная в 2017 году международная версия является ведущей видеоплатформой для коротких видео в Китае и становится всё более популярной в других странах, став одним из наиболее быстрорастущих и скачиваемых приложений.
В Китае известен как «Доуинь» (кит. 抖音, пиньинь Dǒuyīn). TikTok и «Доуинь» являются по сути одним и тем же приложением, однако они работают на отдельных серверах в соответствии с действующими в Китае цензурными ограничениями. Представительства TikTok находятся в Лос-Анджелесе, Нью-Йорке, Лондоне, Париже, Москве, Берлине, Дубае, Мумбаи, Джакарте, Сеуле, Токио, Алма-Ате и Астане.
В 2018 году приложение имело более одного миллиарда пользователей из 150 стран. В Китае, где приложение имеет наибольшую популярность, 60 % пользователей в возрастном диапазоне 25-44 года, а за пределами Китая 43 % пользователей старше 24. По итогам 2019 года в среднем каждый месяц российские пользователи просматривали 16,25 млрд и размещали 20,83 млн видео; делились 23 млн и ставили лайки 1,62 млрд видео. В сентябре 2021 года ежемесячная аудитория TikTok превысила 1 млрд человек.

## Ключевые особенности
Мобильное приложение TikTok позволяет пользователям создавать короткие видео о себе, которые часто содержат музыку в фоновом режиме, могут быть ускорены, замедлены или отредактированы с помощью фильтра. Для создания музыкального клипа с приложением пользователи могут выбрать фоновую музыку из широкого спектра музыкальных жанров, редактировать с помощью фильтра и записать 15-секундное, минутное или трёхминутное видео с регулировкой скорости перед загрузкой, чтобы поделиться с другими на TikTok или других социальных платформах. Они также могут снимать короткие видео с синхронизацией видеоряда относительно популярной песни.
Один из режимов «реакция» — позволяет пользователям снимать их реакцию на другое видео, создавая виртуальный экран, накладывающийся на видео самой реакции. Другой режим, «дуэт», позволяет пользователям склеивать два видео по горизонтали, эта особенность была присуща ещё musical.ly.
Приложение позволяет пользователям делать свой аккаунт «приватным». В таких аккаунтах загруженные в «TikTok» видеоролики может просматривать только список лиц, которым просмотр разрешён владельцем аккаунта, остальные их не видят. Пользователи имеют возможность выбирать, все пользователи или только их «друзья» могут взаимодействовать с ними через приложение посредством комментариев, сообщений или видео в режиме «реакции» или «дуэта». Пользователи также могут назначать отдельному видеоролику статус «публичного», «только для друзей» или «личного» вне зависимости от того, является ли аккаунт «частным» или нет.
Страница «рекомендаций» на TikTok — это поток рекомендованных видеоматериалов для пользователей, основанный на предыдущих действиях пользователя, его лайках и комментариях. В соответствии с политикой TikTok в «рекомендации» попадают видео только в том случае, если их авторам исполнилось 16 лет. Пользователи младше 16 лет не будут отображаться на странице «рекомендаций», под звуками или под какими-либо хештегами.
Пользователи также могут добавлять видео, хештеги, товары, комментарии, вопросы, геолокации, фильтры и звуки (некоторое доступно только в определённых регионах) в свой «избранный» раздел. Этот раздел виден только пользователю в его профиле, позволяя ему вернуться к тому, что он ранее сохранил.
Также в TikTok имеется функция «репост», с помощью которой можно отправлять видео друзьям во внутри самих рекомендаций TikTok.
TikTok добавил возможность вести прямые трансляции с помощью специального приложения TikTok LIVE. Вместо того, чтобы снимать, редактировать и загружать свои видео в TikTok для просмотра пользователями позже, появилась возможность снимать и транслировать видео в режиме реального времени.
TikTok использует искусственный интеллект для анализа интересов и предпочтений пользователей посредством их взаимодействия с контентом и отображения персонализированной ленты контента каждому пользователю.

## Характеристика пользователей
В США 52 % пользователей TikTok — это пользователи iPhone. В то время как TikTok имеет нейтральный гендерный формат, 44 % пользователей TikTok — женщины и 56 % — мужчины. TikTok показывает, что 43 % новых пользователей являются выходцами из Индии. TikTok доказал, что привлекает молодое поколение, поскольку 41 % его пользователей находятся в возрасте от 16 до 24 лет. Среди этих пользователей 90 % используют приложение ежедневно.
Уровень вовлечённости пользователей TikTok составляет примерно 29 %. По состоянию на июль 2018 года пользователи TikTok тратили на приложение в среднем 52 минуты в день. «ByteDance» заявил, что пользователи в США открывают приложение восемь раз в день и более, а продолжительность индивидуальных сессий в приложении самая высокая — 4,9 минуты.
В TikTok существует множество тенденций, включая мемы, песни под фонограмму известных исполнителей и комедийные видео. Большинство из них появились благодаря функции «Дуэт», которая позволяет пользователям добавлять собственное видео к существующему видео с оригинальным аудио.
Тенденции отображаются на странице исследования на TikTok или на странице поиска. Страница включает в себя хештеги.
В июне 2019 года компания представила хештег #EduTok, который получил 37 миллиардов просмотров. Вслед за этим компания начала сотрудничество с Edtech для создания образовательного контента на платформе.
Приложение запустило многочисленные вирусные тенденции и принесло популярность многим песням и исполнителям по всему миру, из-за чего стало популярным и среди знаменитостей как инструмент социального влияния. Исследования показали, что всего за один год количество короткометражных видеоклипов в Китае выросло на 94,79 миллиона.
Самый известный вирусный мем TikTok в западном мире 2018 года — «Hit or miss» из фрагмента iLOVEFRiDAY «Mia Khalifa» (2018), который был использован в более чем четырёх миллионах видеороликов TikTok и помог завоевать более широкую западную аудиторию.
TikTok стал одним из главных факторов, благодаря которому «Old Town Road» Lil Nas X стала одной из самых популярных песен 2019 года.
Другие песни, получившие популярность благодаря успеху на TikTok, — это «Roxanne» Аризоны Зервас, «Lalala» bbno$, «Stupid» Ашникко, «Yellow Hearts» Ant Saunders, «Truth Hurts» Лиззо, «Blueberry Faygo» Lil Mosey. Платформа, однако, получила некоторую критику за отсутствие гонораров артистам, чья музыка используется на их платформе.

## Монетизация
Издание Bloomberg сообщило в октябре 2018 года, что ByteDance ещё не принесла прибыли, хотя её целевой доход в 2018 году составляет более 7 миллиардов долларов. В течение нескольких месяцев ходили слухи о том, что компания планирует стать публичной.
TikTok предлагает покупки монет в приложении, начиная от 100 за 0,99 доллара США и до 10 000 за 99,99 доллара США. Пользователи могут дарить монеты своим любимым создателям, которые в свою очередь могут обменивать их на цифровые подарки.
Компания по сбору данных на рынке мобильных приложений Sensor Tower сообщила, что пользователи TikTok во всем мире потратили 3,5 миллиона долларов на покупки внутри приложений в течение октября 2018 года, что почти в четыре раза больше, чем в октябре 2017 года.
Digiday сообщил, что агентства также могут начать рекламу на TikTok, учитывая его «взрывную» популярность. Согласно китайской версии Nanjing Marketing Group, китайская версия TikTok, «Доуинь», предлагает рекламные заставки, которые могут стоить до 1 млн юаней (около 150 000 долларов США) за один день, и рекламные объявления с новостными лентами по 30 юаней (около 4 долларов США) за клик. Такие бренды, как Pizza Hut, проводили такие кампании.
6 августа 2020 года Forbes выпустил свой первый рейтинг самых высокооплачиваемых звёзд TikTok, согласно которому максимальный доход за 12 месяцев (с июня 2019 по июнь 2020) составил 5 миллионов долларов США.

## Ограничения

### Родительский контроль
Функция «Семейные настройки» позволяет родителям связать свой аккаунт TikTok с детским аккаунтом, чтобы вместе установить ограничения на контент и установить настройки конфиденциальности.
Функция родительского контроля позволяет:
- включить безопасный режим: не будет показываться неприемлемый для некоторых зрителей контент, дополнительно ребёнок не сможет выйти из своего аккаунта или переключится на другой
- ограничить время просмотра TikTok
- запретить оставлять комментарии на видео ребёнка
- отключить возможность рекомендации детского аккаунта другим пользователям
- ограничить возможность ребёнку отправки сообщений члену семьи
- управлять настройками конфиденциальности аккаунта ребёнка
- запретить другим пользователям отправку сообщений ребёнку
- выбрать, каким будет аккаунт ребёнка: приватным или публичным
- отключить возможность «Поиска» контента через вкладку «Интересное» (в зависимости от региона нахождения пользователя вкладка может называться «Друзья»[37])

### Возрастные
В TikTok можно зарегистрироваться начиная с 13 лет, но при этом имеются возрастные ограничения, из-за которых некоторые функции в приложении будут ограничены или недоступны, такие как:
- «Приватный аккаунт» — позволяет открыть или закрыть доступ к аккаунту другим пользователям. С 13 до 15 лет аккаунт будет по умолчанию являться приватным.
- «Рекомендовать Ваш аккаунт другим» — даёт возможность выбрать, будет ли аккаунт рекомендоваться другим пользователям. С 13 до 17 лет эта функция отключена.
- «Дуэты» — можно разрешить кто сможет или не сможет создавать дуэты с вашими видео. С 13 до 15 лет дуэты не может создавать никто, с 16 до 17 лет дуэты могут создавать друзья пользователя, но этот параметр можно изменить в настройках, при этом аккаунт должен быть публичным.
- «Сшивание видео» — почти тоже самое, что и «Дуэты», но позволяет вставить фрагмент вашего видео в собственный ролик другого пользователя, и имеет точно такие же возрастные ограничения.
- Комментировать видео пользователя с 13 до 15 лет могут только друзья пользователя.
- «Загрузка видео» — можно выбрать, смогут ли другие пользователи загружать ваши видео и делиться ими в других приложениях или на веб-сайтах. С 13 до 15 лет функция отключена без возможности включения.
- «Личные сообщения» — можно выбрать, кто сможет отправлять личные сообщения. С 13 до 15 лет данная возможность будет недоступна.
- Проводить прямые трансляции (стримы) на платформе можно только по достижении 16 лет[40].

### Индивидуальные
В сентябре 2021 года владелец сервиса выпустил обновление приложения для китайской версии TikTok, приложения Douyin, которое стало блокировать доступ к приложению китайским пользователям сервиса моложе 14 лет, в том случае, если они проводили в приложении более 40 минут в сутки. Кроме того, время пользования приложением детьми было установлено с 6 утра до 22 часов вечера.

## История
Социальная сеть «Доуинь» была запущена китайской компанией ByteDance в сентябре 2016 года. Позднее была выпущена копия этого приложения для международного рынка под названием TikTok. Это позволило компании глобально развиваться, не нарушая законы своей страны. 9 ноября 2017 года ByteDance приобрела социальную сеть musical.ly и 2 августа 2018 года объединила её с TikTok.
В 2019 году выручка приложения составила 200—300 млн долларов, в 2020 и 2021 годах по прогнозам компании — 1 и 6 млрд долларов.
TikTok стал самым скачиваемым приложением в 2020 году в мире, в этом же году 16-летняя американка Чарли Д’Амелио первой набрала более 50 миллионов подписчиков, став самым популярным тиктокером (на 2022 год у неё 148,6 млн подписчиков, и её обогнал итальянец сенегальского происхождения Хаби Лейм со 150 млн подписчиков).
В июне 2021 года сервис впервые обогнал YouTube по среднему времени и глубине просмотра видео в Великобритании и США.
В 2021 году TikTok стал самым посещаемым интернет-ресурсом в мире по данным компании Cloudflare, обогнав Google и Facebook.
Звёзды TikTok: Хаби Лейм, Чарли Д’Амелио, Белла Порч, Эддисон Рэй, Зак Кинг, Уилл Смит, Дикси Д’Амелио, Майкл Ле, Лорен Грей, Джош Ричардс.

### Незаконный сбор данных
В феврале 2018 года в США TikTok уличили в незаконном сборе данных детей до 13 лет без согласия на то их родителей. Разработчиков оштрафовали на 5,7 миллиона долларов; решение о штрафных санкциях за нарушение закона о защите конфиденциальности детей в интернете — Children’s Online Privacy Protection Act (сокр. COPPA) приняла федеральная торговая комиссия США.
До осени 2019 года TikTok собирал уникальные данные с мобильных устройств, которые позволяют приложению отслеживать пользователей в интернете, обходя при этом меры защиты конфиденциальности ОС Android.

### Запрет на использование

TikTok запрещён на государственных устройствах
Были временные запреты в прошлом; ныне запретов нет
Запрещена возможность загружать видео и проводить прямые эфиры
TikTok запрещён на территории страны
TikTok запрещён, но существует локальная версия
TikTok запрещён де-юре, но блокировка не приведена в исполнение

#### США
В конце декабря 2019 года американская армия ввела для своих служащих запрет на использование приложения TikTok, поскольку власти США подозревают приложение в похищении данных пользователей. Решение было принято в связи с выпущенным Министерством обороны США 16 декабря 2019 года предупреждением об опасности этой соцсети. 4 января 2020 года использование TikTok на служебных устройствах запретили своим сотрудникам Госдепартамент США и Министерство внутренней безопасности США.
В середине июля 2020 года газета Financial Times сообщила, что Белый дом рассматривает возможность внесения TikTok в чёрный список, что позволит избежать передачи в Китай личных данных граждан США. Если это произойдёт, американские компании (в том числе Apple) не смогут предоставлять TikTok на своих платформах для установки обновлений программы.
3 июля 2020 года президент США Дональд Трамп заявил, что приложение TikTok прекратит работу в США с 15 сентября, если его не купит Microsoft или другая американская компания. Официальный представитель МИД Китая Ван Вэньбинь заявил, что США используют инструменты политического давления, чтобы затруднить работу китайских компаний на своей территории. 7 августа Сенат Конгресса США одобрил законопроект о запрете приложения TikTok для госорганов страны. В тот же день президент США Дональд Трамп подписал указ, запрещающий проведение любых сделок с владельцем TikTok — компанией ByteDance — и её дочерними предприятиями, ByteDance в свою очередь заявила о намерении оспорить этот указ в суде Южного округа Калифорнии.
13 декабря 2022 года «Рейтер» сообщил, что сенатор-республиканец Марко Рубио анонсировал законопроект о запрете TikTok в США. Директор ФБР Крис Рэй заявил, что операции TikTok в США вызывают озабоченность по поводу национальной безопасности и отметил риск использования приложения властями Китая для влияния на пользователей или контроля над их устройствами.
В декабре 2022 года The Wall Street Journal сообщил, что администрация президента США добивается принудительной продажи американского бизнеса TikTok.
К началу 2023 года в более половины штатов добились запрета на использование TikTok чиновниками на служебных устройствах, исходя из соображений безопасности.
В мае 2023 года TikTok попал под запрет в Монтане, которая стала первым штатом, где сервис оказался полностью вне закона.
В марте 2024 года Палата представителей США проголосовала за общегосударственный запрет TikTok. ByteDance предлагается в течение 5 месяцев продать свой американский бизнес. В противном случае приложение обяжут удалить из магазинов App Store и Google Play. В ответ на это решение TikTok и её материнская компания подали в суд иск о прекращении запрета платформы, утверждая противоречие закона Конституции по целому ряду пунктов.
24 апреля 2024 года президент США Джозеф Байден подписал закон о запрете TikTok, если его владельцы в течение последующих 270 дней не продадут бизнес на территории страны.
19 января 2025 года сервис был удален из американских App Store и Google Play, а при входе на сайт стало показываться уведомление о невозможности пользоваться соцсетью. Однако в тот же день TikTok сообщил о возобновлении работы в связи с обещанием Дональда Трампа приостановить запрет после своей инаугурации. Официально вступив в должность, президент подписал указ, согласно которому блокировка соцсети откладывается по меньшей мере на 75 дней.

#### Евросоюз
В феврале 2023 года Еврокомиссия запретила использование приложения своим сотрудникам на корпоративных телефонах. В конце апреля 2024 года на предвыборных дебатах действующая глава ведомства Урсула фон дер Ляйен допустила запрет TikTok вслед за США.

#### Индия
В июне 2020 года правительство Индии ввело запрет на использование сервиса «TikTok» на территории Индии. Сервис был включён в список из 58 китайских приложений, которые индийское руководство сочло «нарушающими территориальную целостность страны».

#### Индонезия
3 июля 2018 года TikTok был заблокирован на территории Индонезии, после того как индонезийское правительство обвинило TikTok в распространении порнографии, неприемлемого контента и богохульства. Рудиантра, министр связи и информации Индонезии, сказал: «В приложении много негативного и вредного контента, особенно для детей», и добавил, что «как только TikTok сможет дать нам гарантии, что они могут поддерживать чистый контент, его можно будет снова открыть». TikTok вскоре быстро отреагировал, пообещав привлечь 20 сотрудников для цензуры контента TikTok в Индонезии и через 8 дней блокировка была снята.

#### Бангладеш
В ноябре 2018 года правительство Бангладеш заблокировало доступ к Интернету для приложения TikTok в рамках борьбы Бангладеш с удалением сайтов с порнографией и азартными играми. «Я хочу создать безопасный и надёжный Интернет для всех бангладешцев, включая детей. И это моя война с порнографией. И это будет непрерывная война», — сказал Мустафа Джаббар, сотрудник почты и связи Бангладеш.
В августе 2020 года правительство Бангладеш потребовало от TikTok удалить с платформы 10 видео, загруженных из Бангладеш. «TikTok заявил правительству, что будет удалять оскорбительные видео, загруженные из Бангладеш», — заявил министр почты и телекоммуникаций Бангладеш. В результате правительство Бангладеш сняло запрет с TikTok.
В июне 2021 года правозащитная организация Law and Life Foundation направила правительству Бангладеш юридическое уведомление с требованием запретить «опасные и вредные» приложения и игры, такие как TikTok, PUBG и Free Fire. но не получили ответа. Вскоре после этого юристы Law and Life Foundation подали петицию в Высший суд Дакки, разделив озабоченность организации. В августе 2020 года Высший суд Дакки призвал правительство Бангладеш запретить « опасные и вредные» приложения, такие как TikTok, PUBG и Free Fire, чтобы "спасти детей и подростков от моральной и социальной деградации.

#### Гонконг
В июле 2020 года из-за рассмотрения властями Китая закона о национальной безопасности, TikTok был заблокирован на территории Гонконга из-за отказа предоставлять данные китайских пользователей.

#### Армения
В октябре 2020 года пользователи TikTok в Армении сообщили о потере функциональности приложения, хотя не было подтверждено, было ли это результатом какого-либо вмешательства правительства Армении в ответ на использование пользователями приложения азербайджанских источников для распространения дезинформации во время Второй карабахской войне.

#### Азербайджан
27 сентября 2020 года граждане Азербайджана заметили ограничения в социальных сетях на множестве платформ, включая TikTok, Facebook, Twitter, LinkedIn, YouTube и других. NetBlocks подтвердил ограничения на социальные сети и платформы Twitter. По данным Министерства транспорта, связи и технологий Азербайджана, эти ограничения были введены в попытке предотвратить широкомасштабные провокации со стороны Армении во время затянувшейся Второй карабахской войне.

#### Пакистан
В июле 2020 года управление электросвязи Пакистана (PTA) наложило и сняло четыре запрета на TikTok.
В октябре 2020 года Пакистан приказал запретить TikTok за аморальный, непристойный и вульгарный контент. Запрет был отменён через десять дней после того, как ByteDance заявил, что будет удалять нежелательный контент TikTok и блокировать пользователей, загружающих незаконный контент.
В марте 2021 года провинциальный суд, постановление Высшего суда Пешавара, ответил на петицию, поданную жителем провинции Пенджаб. В петиции было сказано, что платформа TikTok используется для пропаганды преступности и прославляет использование наркотиков и оружия. в своих коротких видеороликах и призывает родительский комитет снова запретить приложение. По словам Сары Али Хан, законного представителя жительницы Пенджаба, PTA объявил, что TikTok не доказал должным образом свою способность модерировать аморальный и непристойный контент. Даже с учётом удаления более 6 миллионов видео в период с января 2021 по март 2021 PTA остался неудовлетворённым и полностью запретил приложение. PTA снял запрет в апреле 2021 года после того, как TikTok заверил им, что будет «фильтровать и модерировать контент».
28 июня 2021 года Распоряжение Высокого суда Синда призвало PTA восстановить запрет на TikTok за предполагаемое «распространение аморальности и непристойности». 30 июня 2021 года PTA объявил, что он снова заблокировал доступ граждан к приложению для обмена видео. Через три дня суд отменил своё решение.
20 июля 2021 года PTA ввёл запрет на TikTok по причине постоянного присутствия неприемлемого контента на платформе и неспособности удалить такой контент. Согласно заявлению PTA, «в результате постоянного взаимодействия высшее руководство платформы заверило PTA в своей приверженности принятию необходимых мер для контроля за незаконным контентом в соответствии с местными законами и общественными нормами». Следовательно, 19 ноября 2021 года PTA согласился действовать быстро и ещё раз отменить четвёртый запрет TikTok на территории Пакистана. В твиттере PTA говорится, что он продолжит следить за платформой, чтобы гарантировать, что незаконный контент, противоречащий пакистанскому законодательству и общественным ценностям, не будет распространяться.

#### Узбекистан
2 июля 2021 года TikTok внесён Узкомназоратом в реестр нарушителей закона о персональных данных и доступ к нему с узбекских IP-адресов стал невозможен.

#### Россия
6 марта 2022 года TikTok запретил российским пользователям загружать видео, проводить прямые эфиры, а также просматривать рекламу в приложении, видео и аккаунты пользователей из других стран. Причиной тому стало вторжение России на Украину и последовавший за этим закон о «фейках», подписанный президентом России 4 марта. В заявлении компании говорится следующее:

Безопасность наших сотрудников и пользователей остаётся нашим главным приоритетом. В свете нового российского закона о «фейковых новостях» у нас нет другого выбора, кроме как приостановить прямую трансляцию и загрузку нового контента для нашего видеосервиса, пока мы изучаем последствия этого закона в вопросах безопасности.
На 10 марта 2022 года TikTok заблокировал все нероссийское содержимое в России. В результате такого ограждения от международного контента платформа превратилась в средство распространения российской провоенной пропаганды.
2 мая 2024 года ТАСС сообщил о том, что все функции TikTok в России снова стали доступны, но уже через несколько часов сообщил, что компания вновь ограничила функции приложения.

#### Кыргызстан
Власти Кыргызстана запретили использование TikTok 18 апреля 2024 года, сославшись на опасения по поводу развития детей.

### Продажа американского сегмента TikTok
Переговоры о покупке американского сегмента TikTok c китайской компанией ByteDance, владеющей социальной сетью, в июле—августе 2020 года проводила американская корпорация Microsoft. По данным телекомпании CNBC, «сделка может оцениваться в 10—30 млрд долларов», по данным британской газеты Guardian, сумма потенциальной сделки оценивалась в ещё большую сумму — до 50 млрд долларов (что превышало бы самую крупную покупку в истории американской компании — приобретение в 2016 году LinkedIn за 26 млрд долл). Однако в начале августа владелец социальной сети опроверг сообщения СМИ о том, что вся социальная сеть (а не только её американский сегмент) может быть выкуплена Microsoft.
Предварительные переговоры о возможном объединении её сервиса микроблогов с социальной сетью TikTok в начале августа также проводила американская компания Twitter. Глава Google Сундар Пичаи возможность покупки TikTok его компанией исключил.
18 августа стало известно, что предварительные переговоры о приобретении приложения TikTok на территории США, Канады, Австралии и Новой Зеландии провела американская корпорация Oracle, занимающаяся разработкой программного обеспечения. 27 августа совместное предложение о приобретении американского подразделения соцсети TikTok официально сделали компании Oracle и Microsoft, партнёром которой является крупнейшая в США сеть универмагов Walmart. Владелец соцсети потребовал за американский сегмент TikTok почти 30 млрд долларов, однако потенциальные покупатели посчитали эту цену слишком высокой. Переговоры по поводу этой сделки осложнились из-за вопросов о передаче технологий, поскольку власти Китая ужесточили ограничения на экспорт технологий, касающихся искусственного интеллекта.
10 сентября стало известно, что ByteDance может не успеть продать TikTok до вступления в силу ограничений США на проведение с ней сделок, однако Дональд Трамп в этот же день пояснил, что не будет продлевать крайний срок сделки по продаже TikTok.
13 сентября ByteDance отказала Microsoft в покупке американского сегмента TikTok и выбрала в качестве покупателя компанию Oracle. Министерство финансов США приняло предложение о покупке для изучения, уточнив, что «крайний срок принятия решения по сделке — 20 сентября 2020 года». ByteDance согласилась передать Oracle исходный программный код приложения и программное обеспечение американского сегмента TikTok. 20 сентября Дональд Трамп сообщил, что одобрил сделку, однако только лишь при условии, что компаниям Oracle и Walmart получат полный контроль над американским сегментом социальной сети. По данным СМИ, ещё одним — неофициальным — условием Трампа стало перечисление компаниями Oracle и Walmart 5 млрд долларов в американский благотворительный образовательный фонд.
21 сентября было сообщено, что в рамках сделки TikTok создаёт новую компанию с американской юрисдикцией и штаб-квартирой в США под названием TikTok Global, которая будет отвечать за предоставление всех услуг TikTok пользователям в Соединённых Штатах и большинству пользователей в других странах мира. Большинство акций новой компании будет принадлежать американским инвесторам (включая компании Oracle и Walmart). А совладелец новой структуры, компания Oracle, станет поставщиком технологий облачной обработки данных для сервиса TikTok в целом.
После этого Министерство торговли США на неделю отложило вступление в силу запрета на скачивание TikTok, который должен был стартовать 20 сентября.

### Воровство кода из программ общего достояния
При декомпиляции приложения «TikTok Live Studio» выявлены факты воровства кода из свободного проекта потокового видеовещания «OBS Studio», защищённого лицензией GPLv2. Декомпиляция выявила прямые упоминания OBS в коде «TikTok Live Studio». Таким образом компания ByteDance нарушила условия лицензии. Страница для загрузки «TikTok Live Studio» была удалена с сайта TikTok, а разработчики «OBS Studio» выразили готовность урегулировать конфликт и установить рабочие отношения c TikTok на условия выполнения требований лицензии GPL.

## Критика
В TikTok представлено много роликов, записанных под музыкальные треки с обсценной лексикой.
В сервисе слабая модерация контента. Отмечены попытки педофилов наладить контакт с детьми, членовредительство на камеру, слишком откровенные видео. Публикация видео в приложении может привести к интернет-травле.
Компания подвергалась обвинениям в сотрудничестве с китайскими властями.
Исследование немецкого веб-сайта по защите данных показало, что TikTok устанавливает браузерные трекеры на устройства своих пользователей, тем самым отслеживая все их действия в Интернете. Согласно ByteDance, эти трекеры были созданы для распознавания и предотвращения «злонамеренного поведения браузера». Однако они также позволяют TikTok использовать методы снятия отпечатков пальцев, которые дают пользователям уникальный идентификатор. Это позволяет TikTok целенаправленно связывать данные с профилями пользователей.
За первое полугодие 2020 года TikTok, согласно собственному отчёту о прозрачности, удалила 711 единиц контента по запросам правительств разных стран, лидерами стали Россия (296 удалённых видео) и Индия (225, в июле работа соцсети была запрещена). Компания не раскрывает подробной статистики по запросам: неизвестно, на какие законы ссылались российские власти, требуя удалить ролики. В ходе слушаний в комитете британского парламента по вопросам цифрового развития и культуры директор TikTok по связям с правительством и государственной политике в Европе Тэо Бертрам признался в блокировке ЛГБТ-контента в России по запросам властей.